# Taeniaptera trivittata
Taeniaptera trivittata är en tvåvingeart som beskrevs av Macquart 1835. Taeniaptera trivittata ingår i släktet Taeniaptera och familjen skridflugor. Inga underarter finns listade i Catalogue of Life.